# Zhao Wei (Leichtathletin)
Zhao Wei (chinesisch 趙 巍; * 27. Januar 1979) ist eine ehemalige chinesische Leichtathletin, die sich auf den Hammerwurf spezialisiert hat.

## Sportliche Laufbahn
Erste internationale Erfahrungen sammelte Zhao Wei im Jahr 1999, als sie bei den Militärweltspielen in Zagreb mit einer Weite von 14,90 m den fünften Platz im Kugelstoßen belegte. Im Jahr darauf qualifizierte sie sich für die Teilnahme an den Olympischen Spielen in Sydney, verpasste dort aber mit 59,54 m den Einzug ins Finale. 2001 siegte sie bei den Ostasienspielen in Osaka mit einem Wurf auf 63,98 m und anschließend belegte sie bei der Sommer-Universiade in Peking mit 63,46 m den achten Platz. 2003 schied sie bei den Weltmeisterschaften nahe Paris mit 63,85 m in der Qualifikation aus und gewann anschließend bei den Afro-Asiatischen Spielen in Hyderabad mit 65,22 m die Silbermedaille hinter ihrer Landsfrau Liu Yinghui. Nachdem sie 2007 in Suzhou die Teilnahme für die Weltmeisterschaften verpasst hatte, beendete sie ihre aktive, sportliche Karriere im Alter von 28 Jahren.
In den Jahren 1999 und 2001 wurde Zhao chinesische Meisterin im Hammerwurf.